# Spot (The Munsters)
"Spot", " Manchas", "Pinto" o "Drago" es como se le conoce al dragón mascota de la familia Munster.
Spot vive debajo de las escaleras y es una leal mascota, siempre ayuda a la familia, por ejemplo a Herman a cocinar salchichas o a buscar cosas.
Spot come postes de luz, automóviles, podadoras, cestos de basura e incluso el sofá de la sala, una vez estaba tan sediento que se tomó toda el agua de la piscina de una vecina (eso asegura Lily en un episodio).
Spot nunca es mostrado de cuerpo completo, solo es visto de frente (rostro) o su cola.
A pesar de ser un dragón es muy cobarde, tan cobarde que le teme a su propia sombra (asegura Herman en el episodio "El Monstruo del Parque).